# Christopher Hewett
Christopher Hewett (* 5. April 1921 in Worthing, Sussex, Vereinigtes Königreich; † 3. August 2001 in Los Angeles, Kalifornien, USA) war ein britischer Schauspieler. Im deutschsprachigen Raum wurde er vor allem durch die Darstellung des Mr. Belvedere in der gleichnamigen Serie bekannt.

## Leben und Karriere
Hewett wurde von Jesuiten am Wembley College in seiner Heimat England unterrichtet, nachdem sein Vater bei einem Unfall mit einem Ponton starb. Im Jahr 1943 absolvierte er seine ersten Bühnenauftritte am Londoner West End und spielte in den 1950er-Jahren auch kleinere Rollen in ein paar britischen Kinofilmen, ehe er seinen Lebensmittelpunkt in die Vereinigten Staaten verlegte. Dort stand er für die Musicals My Fair Lady, The Unsinkable Molly Brown und Kean sowie in dem Stück Sleuth am Broadway auf der Bühne. Unter seiner Regie wurde 1960 die Broadway-Revue From A to Z und die Off-Broadway-Neuinszenierung des Musicals By Jupiter von Richard Rogers und Lorenz Hart aufgeführt.
Hewetts wahrscheinlich bekannteste Kinorolle ist die des divenhaften homosexuellen Theaterregisseurs Roger DeBris in Mel Brooks’ Komödienklassiker Frühling für Hitler aus dem Jahr 1968. Ansonsten wirkte er in den USA allerdings hauptsächlich als Fernsehschauspieler. Von 1983 bis 1984 spielte er Lawrence, den Sidekick des von Ricardo Montalbán verkörperten Millionärs, in der letzten Staffel der Serie Fantasy Island. Unmittelbar danach nahm er die Rolle des Lynn Aloysius Belvedere – ein britischer Butler, der für eine typisch amerikanische Familie arbeitet – in der gleichnamigen Serie an, von der bis zum Jahr 1990 insgesamt 118 Folgen produziert wurden. Anschließend zog er sich zunehmend in den Ruhestand zurück und war zuletzt 1997 in der Serie Ned & Stacey in einem Gastauftritt als er selbst zu sehen.
Hewett war strenggläubiger Katholik, ein Veteran der Royal Air Force und ein lebenslanger Junggeselle. Er starb im Alter von 80 Jahren an den Folgen seiner Diabetes-Erkrankung. Er war ein Nachkomme des irischen politischen Agitators Daniel O’Connell.

## Filmografie (Auswahl)
- 1951: Unterwelt (Pool of London)
- 1951: Das Glück kam über Nacht (The Lavendar Hill Bob)
- 1954: Sein größter Bluff (The Million Pound Note)
- 1968: Frühling für Hitler (The Producers)
- 1976: Ivan the Terrible (Fernsehserie, 5 Folgen)
- 1982: Hart aber herzlich (Hart to Hart; Fernsehserie, Folge Flaschenteufel)
- 1983–1984: Fantasy Island (Fernsehserie, 22 Folgen)
- 1985–1990: Mr. Belvedere (Fernsehserie, 118 Folgen)
- 1987: Mord ist ihr Hobby (Fernsehserie, Folge It Runs in the Family)
- 1994: California Dreams (Fernsehserie, Folge Follow Your Dreams)
- 1997: Ned & Stacey (Fernsehserie, Folge Saved by the Belvedere)